# Kawasaki Ki-32
Il Kawasaki Ki-32 (川崎 キ32?, Kawasaki ki sanjūni), identificato anche come Bombardiere leggero Tipo 98 (九八式軽爆撃機?, Kyūhachi-shiki kei bakugekiki) (nome di identificazione alleato: Mary) era un bombardiere tattico leggero monomotore ad ala bassa prodotto dall'azienda giapponese Kawasaki Heavy Industries negli anni trenta e quaranta. Fu progettato per essere il successore del Kawasaki Ki-3 e del Mitsubishi Ki-2. Non durò tuttavia a lungo, prestando importanti servizi solo nella battaglia di Hong Kong.

## Utilizzatori
Giappone
- Dai-Nippon Teikoku Rikugun Kōkū Hombu

 Indonesia
- Angkatan Udara Republik Indonesia

 Manciukuò
- Dai-Manshū Teikoku Kūgun